# کونترا (مریلند)
کونترا (به انگلیسی: Konterra) شهری در ایالت مریلند کشور ایالات متحده آمریکا است که جمعیت آن در سرشماری سال ۲۰۱۰ میلادی، ۲٬۵۲۷ نفر بوده‌است.